# Glansløbere
Glansløbere (Bembidion og Cillenus) er slægter af løbebiller. Bembidion er en meget artsrig slægt. Der findes flere af arterne som forekommer i Danmark.

## Arter
Blandt de mange arter er:

### Bembidion
- Bjergglansløber (Bembidion monticola)
- Blegvinget glansløber (Bembidion pallidipenne)
- Blå glansløber (Bembidion decorum)
- Brysselsk glansløber (Bembidion bruxellense)
- But glansløber (Bembidion obtusum)
- Clarks glansløber (Bembidion clarkii)
- Dråbeplettet glansløber (Bembidion guttula)
- Dværgglansløber (Bembidion minimum)
- Dyndglansløber (Bembidion dentellum)
- Firplettet glansløber (Bembidion tetragrammum)
- Forskelligfarvet glansløber (Bembidion articulatum)
- Forskelligplettet glansløber (Bembidion obliquum)
- Grubet glansløber (̈́Bembidion bipunctatum)
- Gulspraglet glansløber (Bembidion fumigatum)
- Gulspættet glansløber (Bembidion varium))
- Hedeglansløber (Bembidion nigricorne)
- Korstegnet glansløber (Bembidion andreae)
- Kortstribet glansløber (Bembidion gilvipes)
- Kystglansløber (Bembidion normannum)
- Liden glansløber (Bembidion tenellum)[2]
- Lille firplettet glansløber (Bembidion quadrimaculatum)
- Lille grøn glansløber (Bembidion deletum)
- Mannerheims glansløber (Bembidion mannerheimii)
- Markglansløber (Bembidion lampros)
- Stor grøn glansbille (Bembidion stephensii)[3]

### Cillenus
- Tidevandsglansløber (Cillenus lateralis)